# اندیس کورت
کورت یک اندیس مصالح ساختمانی است که در حوالی شهر اصفهان استان اصفهان قرار دارد و مادهٔ معدنی موجود در آن، سنگ لاشه آهکی است.  